# Expedition von William Stairs nach Katanga

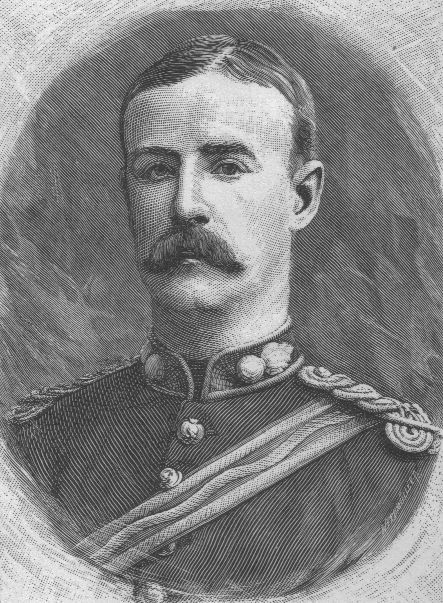
William Stairs, Anführer der Expedition

Die Stairs-Expedition nach Katanga (1891–1892) unter der Leitung von Captain William Stairs war eine Unternehmung, mit dem Ziel, Katanga, ein riesiges, mineralreiches Gebiet in Zentralafrika, zur Kolonisierung und Ausbeutung zu beanspruchen. Die Expedition wurde im Spannungsfeld zwischen den zwei imperialistischen Mächten Großbritannien, vertreten durch die British South Africa Company (BSAC), und dem Kongo-Freistaat des Königs Leopold II. durchgeführt und dieser konnte letztlich den Erfolg für sich verbuchen.
Dieser „Wettlauf um Katanga“ war ein Paradebeispiel für den kolonialen Wettlauf um Afrika und einer der dramatischsten Vorfälle dieser Zeit.
Das Unternehmen wurde einerseits berüchtigt für die Tötung des lokalen Häuptlings Mwenda Msiri (ca. 1830–1891) und andererseits aufgrund der Tatsache, dass Stairs, der Anführer der Seite des Kongo Freistaats, tatsächlich Offizier in der britischen Armee und damit der gegnerischen Seite war.

## Historischer Hintergrund
Auf der einen Seite des Wettstreits um das rohstoffreiche Katanga stand der Kongo-Freistaat, das Konstrukt des belgischen Königs Leopold II. zur Kolonisierung Zentralafrikas zu seinem persönlichen Vorteil. Auf der anderen Seite stand die Gesellschaft BSAC unter der Leitung von Cecil Rhodes, die von der britischen Regierung beauftragt worden war, Verträge mit afrikanischen Häuptlingen abzuschließen. Die BSAC beabsichtigte hauptsächlich die Erlangung von Mineralkonzessionen als Teil einer Vision einer britischen imperialistischen Entwicklung auf dem gesamten Kontinent.
Eigenständiger Akteur und Gegner dieser Mächte war Msiri, der mächtige lokale Herrscher von Garanganze (wie die Region auch genannt wurde) oder Katanga. Sein Stammesgebiet, das noch nicht von einer europäischen Macht beansprucht wurde, war flächenmäßig größer als viele europäische Länder. Msiri war zunächst, wie viele afrikanische Herrscher zu dieser Zeit, als Sklavenhändler aktiv und hatte für die Region überlegene Militärtechnologie, die er durch den Handel mit Elfenbein, Kupfer und Sklaven erworben hatte, eingesetzt, um benachbarte Stämme zu unterwerfen, wobei er deren Angehörige in großer Zahl wiederum als Sklaven weiterverkaufte. Zur Zeit der Stairs-Expedition war Msiri der unangefochtene Despot der Gegend. Er hatte ein gutes Gespür für Strategie, war aber gegenüber der Expedition mit seiner Militärtechnologie unterlegen. Weiterhin war er außerdem ein völliger Gegner des britischen Konzepts der Abolitionismus.

## Die Berliner Konferenz
Auf der Berliner Konferenz von 1884–85 und den damit verbundenen bilateralen Verhandlungen zwischen Großbritannien und Belgien wurde die folgende Vereinbarung getroffen: das Land westlich und nördlich des Luapula-Fluss-Mwerusee-Systems (also Katanga) wurde dem Kongo-Freistaat zugeteilt, während das Land im Osten und Süden Großbritannien und der BSAC zugeteilt wurde. Die Vereinbarungen enthielten jedoch ein Prinzip der Effektivität, nach dem jede Kolonialmacht eine effektive Präsenz in dem Gebiet aufbauen musste – etwa indem sie Verträge mit lokalen Stammeshäuptlingen einholte, ihre Flagge hisste und eine Verwaltung und Polizei zur Aufrechterhaltung der Ordnung einrichtete – um diesen Anspruch zu bestätigen. Wenn sie dies nicht taten, konnte ein Rivale eingreifen und so mit den entsprechenden Maßnahmen das Gebiet in den Augen der zivilisierten (also vernehmlich europäischen) Mächte „legal“ übernehmen. 1890 verfügte keine der beiden Kolonialmächte über Verträge oder eine wirksame Präsenz in Katanga, als aber Berichte über Gold- und Kupferfunde aus Katanga eintrafen, war die Bühne frei für ein Wettrennen zwischen der BSAC und dem Freistaat.
Die Schutzverträge, die mit lokalen Häuptlingen in Afrika geschlossen wurden, zielten im Allgemeinen nicht darauf ab, dass diese ihre Unterwerfung akzeptierten – das konnte nur durch eine überlegene Macht geschehen, genauso wie es zuvor mit rivalisierenden Häuptlingen auch passiert war –, sondern sollten rivalisierenden Kolonialmächte sowie die eigene Bevölkerung in Europa lediglich von der Rechtmäßigkeit jeglicher (auch militärischer) Maßnahmen überzeugen, was letztlich dazu diente, ihren Anspruch auf die „Zivilisierung“ des Gebiets ihnen gegenüber durchzusetzen.

« D'ailleurs ces lettres de soumission de ces petits tyrans africains, auxquels on lit quatre longues pages, dont, le plus souvent, ils ne comprennent pas un mot, et qu'ils approuvent d'une croix, afin d'avoir la, paix et des présents, ne sont sérieuses que pour les puissances européennes, en cas de contestations de territoires. Quant au souverain noir qui les signe, il ne s'en inquiète pas un seul instant. »

„Außerdem sind diese Unterwerfungsbriefe dieser kleinen afrikanischen Tyrannen, von denen wir vier lange Seiten lesen, von denen sie meist kein Wort verstehen und die sie mit einem Kreuz bestätigen, um Frieden und Geschenke zu erhalten, nur für die europäischen Mächte im Falle territorialer Streitigkeiten von Bedeutung. Der schwarze Herrscher, der sie unterzeichnet, kümmert sich keinen Augenblick darum.“

Als sich die Idee der Demokratie und Mitbestimmung im gesamten 19. Jahrhundert in Europa verbreitete, mussten die Regierungen allerdings zunehmend die öffentliche Meinung berücksichtigen, die ein starker Motivator für koloniale Maßnahmen sein konnte, wie der Faschoda-Zwischenfall einige Jahre später zeigte.

## Frühere Expeditionen
Auf britischer Seite war Rhodes 1890 der erste, der Alfred Sharpe, unterstützt von Joseph Thomson, zu der Zeit britischer Kommissar in Nyasaland, nach Katanga entsandte, doch Sharpe konnte Msiri nicht überzeugen, den britischen Herrschaftsanspruch anzunehmen, und Thomson schaffte es gar nicht erst bis zu Msiris Hauptstadt Bunkeya. Sharpes Berichte waren selbstgefällig und nahmen die Erfolgsaussichten ihrer Rivalen nicht ernst. Er war der Ansicht, dass Katanga Großbritannien gehören würde, sobald der 60-jährige Msiri aus dem Weg wäre. In diesem Fall wäre es wahrscheinlich Teil von Nordrhodesien geworden, dem heutigen Sambia, mit dem die Region bis heute enge kulturelle und ethnische Verbindungen hat.
Leopold reagierte 1891, indem er zwei Expeditionen entsandte, und Sharpes Ansicht schien sich zu bestätigen. Die Expedition von Paul Le Marinel konnte von Msiri lediglich einen vage formulierten Brief (den sog. Le Marinel-Brief) erhalten, in dem er der Anwesenheit von Agenten des Freistaats in Katanga zustimmte, mehr jedoch nicht. Diese Expedition wurde durch einen Unfall behindert, als das Schießpulver, das sie für Msiri mitbrachte, explodierte, wobei mehrere Männer getötet und einige der anderen Geschenke beschädigt wurden, die mitgebracht wurden, um das Geschäft zum Abschluss zu bringen. Ein belgischer Offizier der Expedition, Legat, blieb mit einer Gruppe von Askaris in einer Boma am Lufoi-Fluss etwa 40 km von Bunkeya entfernt zurück, um ein Auge auf Msiri zu haben. Msiri beschuldigte Legat später, die bei der Explosion verlorenen Vorräte tatsächlich für sich behalten zu haben.
Auf Le Marinel folgte die Delcommune-Expedition, die versuchte, Msiri auf der Grundlage des Briefes von Le Marinel davon zu überzeugen, die Flagge des Freistaats und Leopolds Souveränität anzunehmen. Auch sie scheiterte und zog nach Süden, um die Bodenschätze von Katanga zu erkunden.

## Vorbereitungen und Hinreise

### Personal

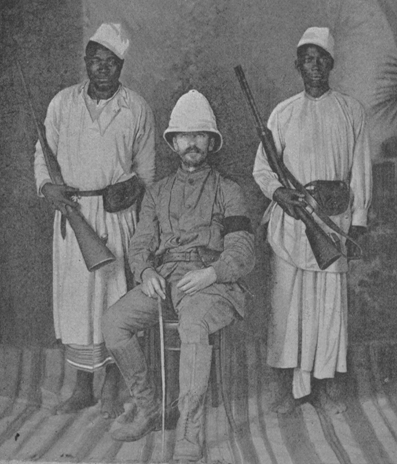
Dr. Joseph Moloney, medizinischer Offizier der Stairs Expedition, mit zwei der Nyamparas (Chefs oder Aufseher) der Expedition, Hamadi bin Malum (links) und Massoudi, nach ihrer Rückkehr nach Sansibar im Juli 1892. Moloneys schwarze Armbinde erinnert an den Tod des Expeditionsleiters, Captain William Stairs.

Nach diesen Misserfolgen wurde Leopold II. klar, dass er offenbar in Belgien kein geeignetes Personal mit ausreichender Erfahrung in den Tropen sowie im Vorgehen mit indigenen Stammesführern finden würde. Allerdings war er geschickt darin, Angehörige anderer europäischer Nationalitäten für seine Pläne zu rekrutieren. Zudem war Zentralafrika ein wildes, unerforschtes Land, das Söldner und Abenteurer anzog. Auf Empfehlung des britisch-amerikanischen Entdeckers Henry Morton Stanley, der bereits im Kongo für Leopold gearbeitet hatte, wurde der 27-jährige, Swahili sprechende Hauptmann William Stairs zum Expeditionsleiter ernannt, auch aufgrund seiner Erfahrungen auf der Emin Pasha Rettungsmission, auf der Stairs Stanleys Stellvertreter war. Er hatte den Ruf, Befehle zu befolgen und die Arbeit zu erledigen. Allerdings war schon diese vorherige Expedition von Gewalt und Brutalität gegenüber allen Indigenen geprägt, die sich ihr in den Weg stellten, sowie auch gegenüber indigenen Angehörigen der Expedition, was auch von Stairs ausgegangen war.
Stairs war in Kanada geboren, also in einem Teil des britischen Empires. Er war teilweise in Großbritannien erzogen worden und hatte sich einem britischen Regiment angeschlossen. Er galt als Engländer oder Brite und sah sich auch selbst so.
Stairs' Stellvertreter war der einzige Belgier auf der Expedition, Hauptmann Omer Bodson, der bereits dem Freistaat Kongo gedient hatte und Kontakt zur umstrittenen „hinteren Kolonne“ der Emin Pasha-Hilfsexpedition gehabt hatte. Dritter in der Reihe war der Marquis Christian de Bonchamps, ein französischer Abenteurer und Jäger. Es gab noch zwei weitere Weiße: Joseph Moloney, der Expeditionsarzt und ebenfalls so etwas wie ein Abenteurer, der bereits Erfahrung in Afrika als Sanitätsoffizier im Ersten Burenkrieg und auf einer Expedition in Marokko hatte, und Robinson, ein Zimmermann und Handwerker.
Anders als Sharpe war Stairs keineswegs begeistert, an einem „Wettrennen“ teilzunehmen, und hielt es für wahrscheinlich, dass Joseph Thomson zu Verhandlungen mit Msiri für die BSAC geschickt werden würde, bevor die belgische Expedition dort ankommen konnte.
Die Expedition heuerte weiterhin 400 Afrikaner an, darunter vier oder fünf sansibarische Hauptleute oder Aufseher, darunter Hamadi bin Malum und Massoudi, etwa 100 Askari oder afrikanische Soldaten, eine Anzahl Köche und persönliche Diener für die Weißen und der Rest, die Mehrheit, waren Träger oder sog. „Pagazis“. Die meisten stammten aus Sansibar, einige aus Mombasa, 40 wurden später in Tabora, Msiris Geburtsort, angeheuert. In Bunkeya konnte die Expedition auch acht Askari aus Dahomey einsetzen, die vorher in der von Legat angelegten Boma am Lufoi stationiert waren und Bunkeya gut kannten.
Die Askaris der Expedition waren mit 200 Gewehren des Typs „Fusil Gras“ (einer Standardwaffe der französischen Armee zu dieser Zeit) bewaffnet, während die Offiziere jeweils über mehrere Waffen verfügten, darunter Winchester-Repetiergewehre. Msiris Armee war mit Musketen bewaffnet und benötigte hierfür einen konstanten Nachschub an Schießpulver.

### Befehle und Ziele
Stairs' Befehl lautete, Katanga mit oder ohne Msiris Zustimmung einzunehmen. Wenn er herausfinden würde, dass eine BSAC-Expedition Msiri bereits besiegt und einen Vertrag mit ihm abgeschlossen hätte, sollten sie auf weitere Befehle warten. Wenn sie einen Vertrag erhielten und eine BSAC-Expedition eintraf, sollten sie diese zum Rückzug auffordern und sie bei Bedarf mit Gewalt zur Einhaltung zwingen. Moloney und Stairs waren für diesen Fall gut vorgewarnt. Sie wussten, dass Cecil Rhodes 1890 Manikaland trotz portugiesischer Ansprüche erobert hatte, indem er eine bewaffnete Einheit unter Frederick Selous entsandte, um das Gebiet zu besetzen und die Portugiesen zum Rückzug zu zwingen.
Nach der Einnahme von Katanga sollten sie dann auf die Ankunft einer zweiten Kolonne des Freistaats warten, die von Lucien Émile Francqui und Lucien Bia kommandiert wurde und die vom Kongo-Fluss im Norden zu ihnen hinaufkam, um sie zu treffen.

### Route und Reise

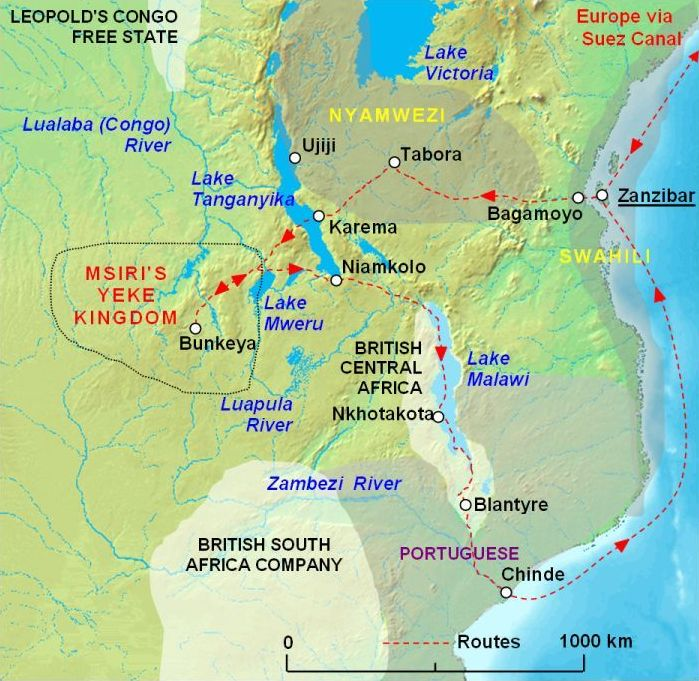
Karte von Zentral- und Ostafrika mit der Route der Stairs Expedition zu Msiris Yeke-„Königreich“ in Katanga 1891–1892. Die Grenzen sind nur näherungsweise wiedergegeben. Aufgrund eines Bürgerkriegs kontrollierte Msiri zum Zeitpunkt der Expedition nicht alle Ländereien seines Königreichs.

Die Insel Sansibar war die Basis der Expedition, wie bei den meisten dieser Expeditionsunternehmungen in Zentralafrika zu dieser Zeit. Die Expedition verließ die Insel am 27. Juni 1891. Die bevorzugte Route führte über den Sambesi und den Nyassasee (Malawisee), aber der zuvor bereits erwähnte britische Kommissar in Nyassaland Harry Johnston, der im Interesse der Briten und Cecil Rhodes bereits Sharpe auf seiner Mission zu Msiri unterstützt hatte, erklärte die Route aufgrund von Aktivitäten von afrikanischen Sklavenjägern als zu unsicher. Stattdessen durchquerte die Expedition zunächst Deutsch-Ostafrika, was eine Strecke von 1050 km bis zum Tanganjikasee durch ein Land mit potenziell feindlichen Stämmen und Sklavenhändlern zumal während der Trockenzeit bedeutete. Sie überquerten den See mit dem Boot und marschierten dann weitere 550 km nach Bunkeya, wo extreme Hitze und Feuchtigkeit bereits die bevorstehende Regenzeit ankündigten, die Starkregen, Moskitos und unhygienische Bedingungen mit sich brachte.
Die durchschnittliche Marschleistung betrug 13,3 km pro Tag und sie benötigten 120 Marschtage über fünf Monate (mit Ruhetagen und Verzögerungen). Die Reise umfasste dichte Wälder, Sümpfe und öde steinige Ebenen aber auch wunderschöne Landschaften, fruchtbare Wälder und wildreiches Grasland. An einem Nachmittag erlegte Bodson ein Dutzend Antilopen; bei einer anderen Gelegenheit erlegten die Männer Nilpferde, die ebenfalls als Verpflegung dienten.
Die Offiziere hatten Esel zum Reiten, aber diese starben nach der Überquerung des Tanganjikasees. Die Expedition wurde nicht von feindlichen Stämmen oder Räubern angegriffen, wie dies bei schwächeren Karawanen der Fall war, die in diesem Jahr zum Tanganjikasee zogen.
Als sie sich Bunkeya näherten, fanden sie das Land von Hungersnot und Unruhen heimgesucht vor, mit einer Reihe niedergebrannter und verlassener Dörfer. Moloney schrieb diese offensichtliche Tyrannei Msiri zu. Andere Berichte deuteten darauf hin, dass einige der Wasanga-Häuptlinge, die Msiri gewaltsam unterworfen hatte, die Ankunft europäischer Mächte im Land ausnutzten, um gegen seine 30-jährige Herrschaft zu rebellieren, und im Alter von 60 Jahren wurde Msiri als nahe dem Ende seiner Zeit angesehen.
Wiederum andere Berichte besagten, dass die Delcommune-Expedition, die sich noch immer im Süden von Katanga befand, aber keinen Kontakt zu Stairs hatte, Aufstände unter Msiris unterworfenen Stämmen anzettelte. Bonchamps stellte fest, dass Msiri zumindest zunächst gegenüber der Expedition selbst wenig kriegerische Absichten hatte und seine Hauptarmee von 5000 Kriegern unter der Führung eines gewissen „Loukoukou“ nach Süden gezogen war, um einen Aufstand eines unterworfenen Stammes niederzuschlagen.
Als die Expedition von einigen Einheimischen erfuhr, dass sich drei Europäer in Bunkeya befanden, nahm man eine Zeit lang an, Thomson sei ihnen zuvor gekommen und hätte sie geschlagen. Sie schickten einen ihrer Häuptlinge voraus, um Msiri um eine Audienz zu bitten, und er kehrte mit einem Brief von einem der Europäer, Dan Crawford, zurück – es waren Missionare der Plymouth Brüderbewegung. In der Nähe von Bunkeya wurden sie von Legat empfangen, dem Offizier der Le Marinel-Expedition, mit seinem Elite-Askari aus Dahomey. Nachrichten von der Bia-Francqui-Expedition lagen nicht vor.

## Msiri

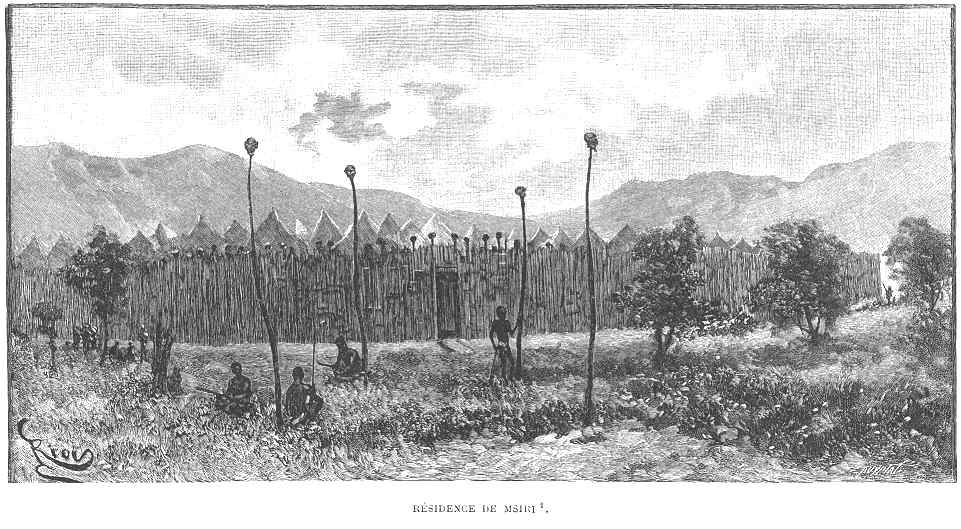
Msiris Boma in Bunkeya. Die Gegenstände auf den vier Pfählen, unter denen einige von Msiris Kriegern versammelt sind, sind Köpfe seiner Feinde. Weitere Schädel befinden sich auf den Pfählen, die die Palisade bilden.

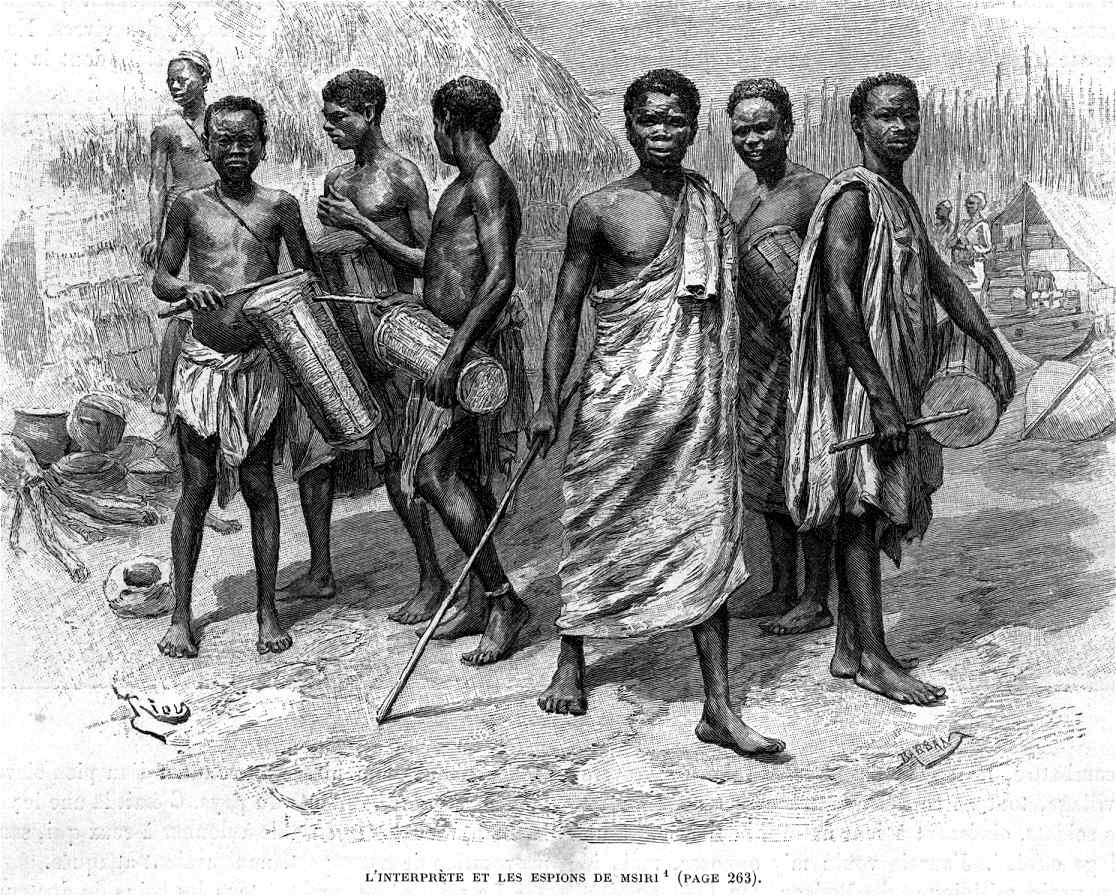
Msiris Spione; diese Gruppe, angeführt von einem Dolmetscher, kam mit einer Nachricht im befestigten Lager der Expedition an. Die Trommler spielten unentwegt, und die Expedition fand erst später heraus, dass es sich dabei um sprechende Trommeln handelte, die Informationen über die Verteidigung des Lagers übermittelten.

Msiris Hauptstadt in Bunkeya bestand aus einer sehr großen Boma, die von zahlreichen Dörfern umgeben war, die sich über ein Gebiet von mehreren Kilometern erstreckten. Die Expedition wurde angewiesen, ihr Lager innerhalb weniger hundert Meter der Boma aufzuschlagen. Köpfe und Schädel von Msiris Feinden und Opfern waren auf den Palisaden und auf Pfählen an der Vorderseite angebracht. Moloney und Bonchamps bezeichneten diese als Beispiele für Msiris Barbarei und fanden es später notwendig, Msiris eigenen Kopf auf die gleiche Weise zu behandeln, um seine ehemaligen Sklaven und Krieger zu beeindrucken.
Nach einer traditionellen dreitägigen Wartezeit, bevor man einen afrikanischen Oberen zu Gesicht bekommt, empfing Msiri sie am 17. Dezember 1891 höflich. Geschenke wurden überreicht und Verhandlungen aufgenommen. Beide Seiten tauschten sich über die Möglichkeit aus, den Forderungen der jeweils anderen Partei in Zukunft nachzukommen. Msiri verlangte Schießpulver und die Absetzung von Legat, Stairs wollte die Flagge des Freistaats über Bunkeya hissen. Stairs schien zu glauben, dass bereits der Brief von Le Marinel Msiris prinzipielle Zustimmung dazu gefunden hatte, aber diese war vage, und Msiri wies jede derartige Interpretation zurück.
Während einer Pattsituation bei den Verhandlungen nutzte Msiri eine Technik, um Stairs‘ Lager auszuspionieren, die dieser erst später entdeckte, wie in der Abbildung Msiris Spione zu sehen ist.
Über Msiris physische Präsenz schrieb Joseph Moloney:

“In his prime, Msiri, must have looked the ideal of a warrior-king; he was by no means contemptible in his decline… there was a sphinx-like impenetrability about his expression… his demeanour was thoroughly regal.”

„In seinen besten Jahren muss Msiri wie das Ideal eines Kriegerkönigs ausgesehen haben; in seinem Niedergang war er keineswegs verachtenswert … sein Gesichtsausdruck war sphinxartig undurchdringlich… sein Auftreten war durch und durch königlich.“

Am 19. Dezember erkannte Stairs, dass Msiri nicht die Absicht hatte, mit ihm zu einer schnellen Lösung zu kommen, sondern – im Gegenteil – so lange wie möglich zu zögern und den Freistaat und die BSAC gegeneinander auszuspielen. Die Besorgnis wuchs, dass Thomson jederzeit auftauchen oder die 5000 Krieger aus dem Süden zurückkehren könnten. Schließlich schlug Bonchamps vor, Msiri gefangen zu nehmen, wenn er nachts relativ unbewacht hinausging, um seine Lieblingsfrau Maria de Fonseca zu treffen. Stairs lehnte die Idee zunächst ab, weil die drei britischen Missionare zu dieser Zeit nicht unter dem Schutz der Expedition standen, und Stairs der Ansicht war, dass sie praktisch eigentlich Gefangene waren, die als Vergeltung getötet werden könnten. Stattdessen entschied er sich für ein Ultimatum: Er forderte Msiri auf, einen Vertrag zu unterzeichnen und am nächsten Tag eine Blutsbrüderschaftszeremonie mit ihm abzuhalten, oder dass er ohne seine Zustimmung die Flagge des Freistaats hissen würde, was er dann auch tat.
Msiris Reaktion bestand darin, in der Nacht nach Munema aufzubrechen, einem befestigten Dorf außerhalb von Bunkeya. Als Stairs am nächsten Tag, dem 20. Dezember, feststellte, dass er verschwunden war, schickte er Bodson und Bonchamps mit 100 Askari los, um Msiri zu verhaften und zu ihm zurückzubringen.

## Die Ermordung Msiris

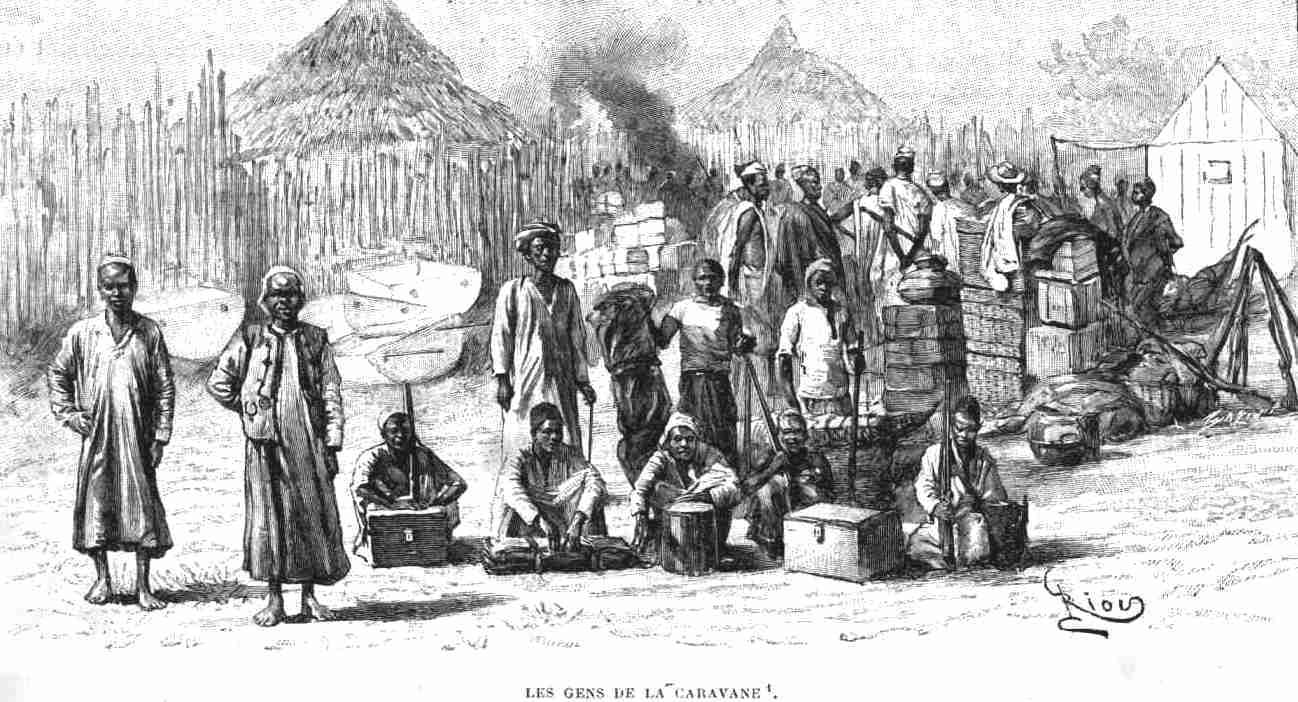
Afrikanische Mitglieder der Stairs-Expedition. Die Männer mit den Gewehren sind höchstwahrscheinlich Askaris, die anderen sind Träger, der Mann in der Jacke ist wahrscheinlich ein Nyampara (Aufseher oder Häuptling). Im Hintergrund links sind Teile von zwei kleinen Booten zu sehen, die sie zum Überqueren von Flüssen mit sich führten. Daneben, im mittleren Hintergrund, sind Stoffballen zu sehen, die zum Tausch gegen Nahrung und Erlaubnisse zum Überqueren der Territorien von Häuptlingen verwendet wurden.

In Munema fanden Bodson und Bonchamps eine große Boma mit großem bewachten Palisadenzaun, der hunderte Hütten und ein Labyrinth enger Gassen umgab. Msiri wurde irgendwo dort vermutet. Trotz Bonchamps' Protesten aufgrund der offensichtlichen Gefahr, beschloss Bodson, die Boma mit nur zehn Askari, darunter einem Dahomeyaner und Hamadi-bin-Malum zu betreten, um Msiri zu finden, während Bonchamps und die übrigen Askari draußen warten sollten. Bodson würde seinen Revolver abfeuern, wenn er Hilfe bräuchte.
Bodson fand schließlich Msiri vor einer großen Hütte sitzend, im Hintergrund 300 Männer, viele davon mit Musketen bewaffnet. Bodson sagte Msiri, er sei gekommen, um ihn zu Stairs zu bringen, und Msiri antwortete nicht, sondern wurde wütend, stand auf und legte seine Hand auf sein Schwert (ein Geschenk von Stairs). Bodson zog daraufhin angeblich seinen Revolver und schoss dreimal auf Msiri, und einer von Msiris Männern – sein Sohn Masuka – feuerte seine Muskete ab und traf Bodson in Bauch und Wirbelsäule. Der Askari aus Dahomey schoss daraufhin auf Masuka und tötete ihn. Bei dem folgenden allgemeinen Feuergefecht wurde Hamadi am Knöchel getroffen.
Bonchamps und die übrigen Askari hörten die Schüsse und rannten auf das Geräusch zu. Es folgte ein Gefecht bis die meisten von Msiris Männern flohen. Die Askaris schossen um sich und begannen dann zu plündern. Es dauerte fast eine Stunde, bis Moloney mit Verstärkung eintraf. Er und Bonchamps stellten die Ordnung unter den Askaris wieder her und zogen sich unter sporadischem Beschuss von Msiris Männern unter dem Kommando seines Adoptivsohns Mukanda-Bantu und seiner Brüder Chukako und Lukuku mit Bodson und den anderen Verwundeten sowie Msiris Leiche zurück, um zu verhindern, dass seine Männer der Bevölkerung vorgaukelten, er sei noch am Leben. Sie nahmen eine Verteidigungsposition auf einem Hügel in der Nähe ihres Lagers ein, wo Stairs gewartet hatte.
Zu diesem Vorfall schrieb Moloney einen Bericht nach der mündlichen Aussage von Hamadi, während Bonchamps eine weitere Version schrieb, die ihm der verletzte Bodson in der Nacht vor seinem Tod angeblich diktiert hatte. Stairs schrieb schließlich einen Bericht an den schottischen Missionar Frederick Stanley Arnot, in dem er die Einzelheiten der versuchten Verhaftung in Munema erwähnte, er berichtete, dass Msiris Männer bereits „ihre Gewehre gespannt“ hätten, als Bodson Msiri konfrontierte.
Nachdem Erreichen des Hügels schnitten Expeditionsteilnehmer laut Bonchamps – von Moloney allerdings nicht erwähnt – Msiris Kopf ab und steckten ihn gut sichtbar auf die Palisade, um dem Volk zu zeigen, dass ihr König tot war. Bonchamps, der über den Ekel geschrieben hatte, als er sah, wie Msiri die Köpfe seiner Feinde auf Pfähle außerhalb seiner Boma steckte, gab zu, dass dies barbarisch war, behauptete aber, es sei eine notwendige Lektion für diejenigen, die die Expedition „ohne Provokation“ angegriffen hatten.
Munema, das durch das von den Askaris verübte Massaker mit Leichen übersät war, wurde im Anschluss von der Bevölkerung aufgegeben und teilweise fluchtartig verlassen, wobei es wiederum Tote gab.

### Folgen
Die Expedition verstärkte ihre Verteidigung, wurde jedoch nicht aus Vergeltung angegriffen. Msiris Brüder und Mukanda-Bantu schickten am nächsten Tag Nachrichten mit der Bitte, den Leichnam zu begraben, und Stairs stimmte zu, ihn freizugeben. Msiris Kopf wurde von Bonchamps nicht mehr erwähnt. Quellen aus Garanganze sagen allerdings, sie hätten den Leichnam ohne Kopf begraben. Nach der Beerdigung wurden die Verhandlungen wieder aufgenommen und fanden nun mit Maria de Fonseca (die später von Mukanda-Bantu auf grausame Weise wegen „Verrats“ hingerichtet wurde) und ihren Bruder, Msiris portugiesisch-angolanischen Handelspartner Coimbra, statt.
Die Waffen und Askaris der Expedition hatten sich gegenüber den Musketen als überlegen erwiesen und Msiris Leute waren nun mehr an der Nachfolge als an Rache interessiert. Stairs unterstützte Mukanda-Bantu als Nachfolger Msiris, allerdings als Häuptling eines verkleinerten Territoriums, und er setzte die Häuptlinge der Wasanga wieder ein, die etliche Jahre zuvor von Msiri gestürzt worden waren. Mukanda-Bantu und die wieder eingesetzten Häuptlinge der Wasanga unterzeichneten nunmehr die Verträge, die Stairs ihnen vorlegte. Msiris Brüder waren mit den Unterhäuptlingsposten, die sie erhielten, unzufrieden und weigerten sich, zu unterschreiben, bis ihnen dasselbe Schicksal wie Msiri angedroht wurde. Anfang Januar 1892 hatte die Expedition genügend Papiere, um auch ihre britischen Rivalen davon zu überzeugen, dass sie nun Katanga zurecht unter ihre Kontrolle gebracht hatten.
Im Januar jedoch gingen die Nahrungsmittel aus und es war auch im weiteren Distrikt nichts übrig – die Bevölkerung war bereits von einer Hungersnot betroffen und nahm das wenige, was sie hatte, mit, als sie flohen. Die Regenzeit brachte Malaria und Ruhr, alle vier überlebenden Offiziere erkrankten und Überschwemmungen schnitten Bunkeya von den wildreichen Ebenen im Norden ab, wo die Expeditionsteilnehmer hätten jagen können. Moloney erholte sich als Erster und übernahm die Aufgabe, ein dauerhaftes Fort zu bauen und Nahrung zu finden. 76 der Askaris und Träger der Expedition starben in diesem Monat an Ruhr und Hunger. Stairs hatte schweres Fieber und in seinem Delirium bildete er sich ein, Thomson sei angekommen, und schrie nach seinem Revolver, mit dem er den BSAC-Mann abwehren wollte. Moloney hatte ihn ihm klugerweise abgenommen.
Ende Januar war die Maisernte der neuen Saison erntereif, und dies rettete die Expedition. Schließlich traf auch noch die verspätete Bia-Expedition mit etwa 350 Männern aus dem Freistaat von Norden her ein.

## Rückreise
Da Stairs, Bonchamps und Robinson immer noch krankheitsbedingt außer Gefecht waren, wurde vereinbart, dass Bia die Konsolidierung der Kontrolle des Kongo-Freistaats über Katanga übernehmen und die Stairs-Expedition auf der ursprünglich geplanten Route über den Nyassasee und den Sambesi zurückkehren würde.
Die Expedition brach mit den kranken Offizieren in Hängematten auf, wurde aber von Angriffen indigener Krieger sowie durch starke Regenfälle am Ende der Regenzeit behindert. Der Marsch gestaltete sich somit außergewöhnlich schwierig. Bonchamps hatte sich allerdings beim Erreichen des Tanganjikasees erholt und wurde von Stairs, der weiterhin erkrankt war, mit der Leitung beauftragt, was zu einigen Reibereien zwischen Bonchamps und Moloney führte. In der Folge gab es auch einige Widersprüche zwischen ihren Berichten.
Vom Nordende des Nyassasees aus führte die Reise zum Teil weiter mit dem Dampfer, zum Teil zu Fuß um die Stromschnellen des Shire-Flusses herum. Hier führte die Route sie an Zomba und Blantyre vorbei, dem Hauptquartier des britischen Kommissars für Zentralafrika Alfred Sharpe, dem BSAC-Agenten, den sie im Rennen geschlagen hatten. Sie trafen sich, aber das Gespräch wurde nicht aufgezeichnet.
Auf der zweiten Dampferfahrt den Sambesi hinunter, wurde Stairs, der sich scheinbar erholt hatte, plötzlich wieder krank und starb am 3. Juni 1892 an einer schweren Form von Malaria. Sie erreichten Chinde, die Basis an der Mündung des Sambesi, wo er auf dem europäischen Friedhof beerdigt wurde.
Die Expedition erreichte Sansibar ein Jahr nach ihrer Abreise. Von den 400 Afrikanern, die nach dem Aufbruch von Tabora an der Expedition teilgenommen hatten, erreichten nur 189 Sansibar, die meisten der anderen 211 waren gestorben, einige waren desertiert. Bonchamps, Moloney und Robinson erreichten Europa knapp zwei Monate nach ihrer Abreise von Sansibar und etwas mehr als 14 Monate, nachdem sie Paris und London zu ihrer Expedition verlassen hatten.

## Konsequenzen
Bei seiner Rückkehr nach London erfuhr Moloney, dass Thomson nicht noch einmal versucht hatte, Katanga zu erreichen. Die britische Regierung hatte ihm stillschweigend befohlen, nicht zu gehen.
Die Expedition hatte nur dank der Stärke und Ausdauer der sansibarischen Träger und Askaris überlebt, sowie dank eines loyalen Kerns von ihnen, verkörpert im Wesentlichen durch Hamadi bin Malum, der in der Lage war, die Situation unter Kontrolle zu bringen, wenn Meuterei, Verrat, Raub oder eine andere Katastrophen drohten.

### Leopold und Belgisch-Kongo
Auf Seiten Belgiens wurde die Expedition als voller Erfolg angesehen. Leopold nutzte seinen Einfluss und den der britischen Direktoren, die er in seine Unternehmen berufen hatte, um die Annahme der unterzeichneten Verträge zu erreichen, die Katanga sicher in seinen Herrschaftsbereich eingliederten, sodass dieses um etwa eine halbe Million Quadratkilometer (das 16-fache der Fläche Belgiens) erweitert wurde. Um Katanga vom Rest des Freistaats abzugrenzen, delegierte Leopold die Verwaltung an eine andere seiner Gesellschaften, die sich am nördlichen und westlichen Ufer des Mwerusees niederließ. Dadurch war Katanga nicht mit den Problemen des Zwangsarbeitssystems zum Abbau des sog. Red Rubbers verbunden, die die Herrschaft des Freistaats im Rest des Kongo prägte. Die größte Leistung dieser neuen sog. Katanga-Gesellschaft war die Bekämpfung des Sklavenhandels, doch im Rest des Territoriums tat sie bis nach 1900 wenig. Katanga blieb von Instabilität und Konflikten betroffen, da verschiedene Königreiche darum kämpften, das Vakuum zu füllen, das Msiris Tod hinterlassen hatte.
Als Reaktion auf den internationalen Aufschrei über die Brutalität von Leopolds Kongo-Freistaat wurden Katanga und der Kongo 1908 von der belgischen Regierung übernommen und 1910 zur Kolonie Belgisch-Kongo vereinigt, doch das Erbe der vorherigen Trennung blieb eine Tendenz Katangas zur Abspaltung.
Die Regierung Belgisch-Kongos mit ihrer Politik der Direktherrschaft unternahm nichts, um das Land auf die Unabhängigkeit im Jahr 1960 vorzubereiten, und innerhalb weniger Jahre wurden Kongo und Katanga zu solchen Synonymen für Streit und Chaos, dass das Mobutu-Regime in einem vergeblichen Versuch, sein Image zu verbessern, die Namen in Zaire bzw. Shaba änderte (die inzwischen wieder zurückgenommen wurden).

### Rhodes und die BSAC
Cecil Rhodes überwand seine Enttäuschung über den verlorenen Kampf um Katanga, indem er das tat, was er am besten konnte – er investierte in die Suche nach Mineralien und den Bergbau in Katanga. Als die Briten in den rhodesischen Gebieten in den 1920er Jahren das Ausmaß der Bodenschätze Katangas erkannten, die den Copperbelt Nordrhodesiens übertrafen, war die höflichste Bezeichnung für Stairs „Söldner“, einige betrachteten ihn allerdings auch als Verräter des britischen Empires.

### Das Volk der Garanganze
Die Bevölkerung in und um Bunkeya zählte 60.000 bis 80.000 Menschen, aber die meisten zerstreuten sich während der Unruhen. Die Belgier siedelten Mukanda-Bantu und etwa 10.000 seiner Leute gewaltsam an den Lufoi-Fluss um, wo er die Häuptlingswürde unter dem Titel „Mwami Mwenda“ zu Ehren von Msiri fortführte. Sie kehrten schließlich nach Bunkeya zurück, wo heute Mwami Mwenda VIII. der amtierende Häuptling von etwa 20.000 Yeke/Garanganze ist.
Dan Crawford zog in das Luapula-Mweru-Tal und errichtete zwei Missionen, zu denen sich viele Garanganze hingezogen fühlten.

### Die Grenze zwischen der Demokratischen Republik Kongo und Sambia
Die Stairs Expedition bestätigte, dass die Grenze zwischen den belgischen und britischen Kolonien entlang der Wasserscheide zwischen Sambesi und Kongo, dem Luapula-Fluss, dem Mwerusee und einer willkürlich gezogenen Linie zwischen Mweru und dem Tanganjikasee verlaufen würde. Dies trennte kulturell und ethnisch ähnliche Völker wie die Kazembe-Lunda und schuf den sog. Kongo-Pedikel, ein Beispiel für die willkürliche Natur kolonialer Grenzen.

### Msiris Kopf: Fluch und Mysterium
In den traditionellen Glaubenssystemen des Volkes der Garanganze werden Krankheiten und Leiden, wie auch in denen anderer zentral- und südafrikanischen Kulturen, nicht durch Krankheitserreger, sondern durch Magie und übernatürliche Kräfte verursacht. Die Krankheit, an der Stairs und die Expeditionsteilnehmer litten, wurde von ihnen folgerichtig der Rache des Geistes Msiris und seines Volkes zugeschrieben, und es machte das Gerücht die Runde, dass Stairs Msiris Kopf behalten und alle, die ihn trugen, verflucht und getötet habe. In der Geschichte der Mwami Mwenda-Häuptlinge heißt es, dass die Expedition mit Msiris Kopf floh, um ihn Leopold zu überreichen, aber „Mukanda-Bantu und seine Männer“ fingen und „töteten alle Belgier“ und der Kopf wurde „unter einem Berg aus Steinen“ im heutigen Sambia begraben.
Ein anderer Bericht besagt, dass Stairs bei seinem Tod Msiris Kopf in einer Dose Kerosin bei sich hatte, doch weder in Moloneys noch in Bonchamps Reiseaufzeichnungen findet sich Erwähnungen davon. Der Verbleib von Msiris Schädel ist bis heute ungeklärt.